# Rivière au Castor Est
Pour les articles homonymes, voir Castor.
La rivière au castor Est est un affluent de la rive gauche de la rivière au Castor et descend dans la municipalité de Eeyou Istchee Baie-James, dans la région administrative du Nord-du-Québec, au Québec, au Canada.

## Géographie
Les bassins versants voisins de la "rivière au Castor Est" sont :
- côté Nord : Réservoir Robert-Bourassa, rivière au Castor ;
- côté Est : Réservoir Robert-Bourassa, lac Sakami, lac Kachinukamach ;
- côté Sud : rivière Maquatua, lac Yasink, lac Yasinski ;
- côté Ouest : lac Kaysinakusu.

Un petit plan d'eau sans nom (altitude : 195 m) constitue le lac de tête de la "rivière au Castor Est". Il est situé à 11,7 km au sud de la limite ouest du réservoir Robert-Bourassa et à 2,1 km au nord-ouest du lac Sakami et à 3,4 km au sud-est de la route Transtaiga passant au sud du Réservoir Robert-Bourassa.
Sur son cours de 188,8 km, la "rivière au Castor Est" coule sur :
- 16,9 km vers l'ouest, en traversant six petits lacs, jusqu'à un ruisseau (venant du sud) lequel draine les eaux de 11 petits lacs ;
- 26,7 km vers l'ouest, en traversant deux lacs formés par l'évasement de la rivière, soit le lac Kapisichiisakas (longueur : 6,3 km ; altitude : 167 m) et le lac Menarik (longueur : 12,4 km ; altitude : 131 m), jusqu'à l'embouchure de ce dernier situé du côté ouest. Ce dernier lac est alimenté du côté sud par la décharge d'une douzaine de lacs notamment les lacs Atikamakuch Kamiyusich (longueur : 3,2 km ; altitude : 140 m) et Awisinaukamach (longueur : 3,5 km ; altitude : 137 m) ;
- 5,8 km vers l'ouest en traversant sur 1,1 km le lac Ekomiak (longueur : 1,8 km ; altitude : 133 m), passant sous le pont de la "route de la baie James" menant vers le nord à Radisson et en recueillant la décharge (venant du nord) du "Petit lac Miy" (altitude : 126 m), jusqu'à la rive Est du lac Missisakhegin ;
- 16,0 km vers le sud-ouest en traversant le lac Missisakhegin (altitude : 122 m). Le lac Apatituach est situé en parallèle du côté nord ;
- 48,9 km vers l'ouest, en recueillant la décharge du lac Kaninautiwat et la décharge du lac Miskusiuchimaw, jusqu'à la rive Est du lac de l'Astrée (altitude : 99 m) ;
- 26,6 km vers le sud-ouest en traversant le lac de l'Astrée ;
- 47,9 km  vers le nord-ouest, en formant quelques serpentins, jusqu'à l'embouchure (altitude : 52 m) qui se déverse dans la rivière au Castor (venant de l'est).

À partir de l'embouchure de la "Rivière au Castor Est", le courant de la "Rivière au Castor" coule sur 50,3 km vers l'ouest jusqu'au littoral Est de la baie James.

## Toponymie
Les toponymes "rivière au Castor" et "rivière au Castor Est" sont interreliés.
Le toponyme rivière au Castor Est a été officialisé le 12 juin 1970 à la Commission de toponymie du Québec.